# Masatoshi Yoshino
Masatoshi Yoshino (n. 1928 – d. 4 iulie 2017) a fost un geograf și climatolog japonez, membru de onoare al Academiei Române (din 1992).